# Comuna de Cybinka
Cybinka (polaco: Gmina Cybinka) é uma gminy (comuna) na Polónia, na voivodia da Lubúsquia e no condado de Słubicki. A sede do condado é a cidade de Cybinka.
De acordo com os censos de 2004, a comuna tem 6761 habitantes, com uma densidade 24,2 hab/km².

## Área
Estende-se por uma área de 279,72 km², incluindo:
- área agricola: 32%
- área florestal: 59%

## Demografia
Dados de 30 de Junho 2004:
|                      | Total   | Total | Mulheres | Mulheres | Homens  | Homens |
| -------------------- | ------- | ----- | -------- | -------- | ------- | ------ |
|                      | pessoas | %     | pessoas  | %        | pessoas | %      |
| População            | 6761    | 100   | 3366     | 49,8     | 3395    | 50,2   |
| Densidade (pop./km²) | 24,2    | 100   | 12       | 12       | 12,1    | 12,1   |

De acordo com dados de 2002, o rendimento médio per capita ascendia a 1312,41 zł.

## Comunas vizinhas
- Gubin, Maszewo, Rzepin, Słubice, Comuna de Torzym.